# Així parlà Zaratustra
|  | Aquest article tracta sobre l'obra filosòfica. Si cerqueu l'obra homònima, vegeu «Així parlà Zaratustra (Strauss)». |

Així parlà Zaratustra: Un llibre per a tothom i per a ningú (en l'original alemany: Also sprach Zarathustra: Ein Buch für Alle und Keinen) és una obra del filòsof alemany Friedrich Nietzsche, redactada en quatre parts entre 1883 i 1885. Moltes de les idees presentades tenen a veure amb l'etern retorn, la paràbola de la mort de Déu, i la profecia del superhome, temes que van ser introduïts per primer cop a La Gaia Ciència.
El llibre narra les explicacions i la doctrina d'un filòsof, Zaratustra -en referència a Zaratustra, fundador del Zoroastrisme-. El llibre utilitza un estil similar al de la Bíblia luterana com a sàtira, per presentar d'aquesta manera idees oposades a la tradició i la moral cristiana i jueva.